# دارين تشيستر
دارين تشيستر (بالإنجليزية: Darren Chester) هو مستشار سياسي وصحفي وسياسي أسترالي، ولد في 13 سبتمبر 1967 في سالي في أستراليا. حزبياً، نشط في الحزب الوطني الأسترالي. وقد انتخب عضو مجلس النواب الأسترالي عن دائرة دائرة غبسلند (28 يونيو 2008 – ).